# Хорошо!!
«Хорошо́!!» — пятый официальный альбом группы «Гражданская оборона». Один из серии альбомов 1987 года. Как и на всех альбомах серии, Егор Летов играет один на всех инструментах.
В 2006 году альбом был наряду с другими переиздан на лейбле «Мистерия звука» с бонус-треками из акустического «Красного альбома» (частично изданного как «Игра в бисер перед свиньями»).

## История
Весной и летом 1987 года Егор Летов, вынужденно являясь единственным участником группы «Гражданская Оборона», в одиночку играя на всех инструментах, начал запись серии альбомов. В альбом «Хорошо!!» вошли песни, написанные в конце 1986 — начале 1987 г. (более ранний материал вошёл в альбом «Мышеловка», более поздний — в «Тоталитаризм»).

### Материал альбома
В те годы распространение альбомов не было официальным, и записи распространялись в виде магнитоальбомов, и Летов, согласно собственной традиции, выпускал альбомы примерно тридцатиминутного звучания. При компоновке материала альбом «Тоталитаризм» оказался слишком велик для такого формата, и песни «Здравствуй, чёрный понедельник», «Хороший автобус», «Психоделический камешек», «Хороший царь и знакомая вонь» вошли в альбом «Хорошо!!». Также в альбом вошла более поздняя версия песни «Наваждение» (запись была сделана во время работы над альбомами «Всё идёт по плану» и «Так закалялась сталь»). Причиной стало то, что первоначальная версия была записана в тональности, не подходящей к Летовскому вокалу.
По словам Летова, песня «Хороший автобус» синтезирована из нескольких образов и носит собирательный характер: «Хороший автобус — это понятие собирательное, много из чего состоящее. Одно из которых имеет свои корни во времени моего пребывания в психушке. Там был соседом у меня очень представительный мужчина в летах, который во всём вроде бы здоров и в порядке, кроме одной частности: по непонятному поводу, случайному, у него случались срывы. Однажды он пошёл на работу, на остановку, и не успел влезть в автобус. Потому что тот был битком. До этого он был совершенно нормальный, а тут что-то с ним случилось совершенно тотальное, он в голос закричал, заплакал. Побежал за ним, впал в полукоматозное состояние. Автобус уехал без него».

### Запись
Все композиции Летов записывал у себя дома. Запись производилась наложением инструментальных партий в следующей последовательности: ударные, ритм-гитары, басс. В последнюю очередь Летов записывал голос одновременно с гитарным соло.
Во время записи у Летова сгорели все звуковоспроизводящие устройства (колонки, усилители и прочее), кроме наушников. В них он и свёл альбом, чем объясняет большое количество высоких частот на записи.

### Оформление альбома
Как у практически всех альбомов «Гражданской Обороны» тех лет, изначально обложки у альбома не было. Когда стало возможно выпустить альбом с оформлением, идеей Летова было изображение женского влагалища на титульной обложке, но осуществлено это не было по юридическим причинам. Откровенные картинки остались во внутреннем вкладыше альбома. При переиздании 2006 года альбом был выпущен с альтернативным оформлением.

## Список композиций
Слова и музыка всех песен — Егор Летов, кроме № 11: текст — В. Семернин и Е. Летов.
| №   | Название                         | Длительность |
| --- | -------------------------------- | ------------ |
| 1.  | «Кого-то ещё»                    | 2:23         |
| 2.  | «Слепите мне маску»              | 3:04         |
| 3.  | «Блюз (никак не называется)»     | 2:00         |
| 4.  | «Карантин»                       | 2:12         |
| 5.  | «Наваждение»                     | 2:30         |
| 6.  | «Недобитые тела»                 | 1:51         |
| 7.  | «Хороший царь и знакомая вонь»   | 2:40         |
| 8.  | «Хорошо!»                        | 1:46         |
| 9.  | «Приятного аппетита!»            | 1:44         |
| 10. | «Хороший автобус»                | 2:31         |
| 11. | «Красное знамя»                  | 2:01         |
| 12. | «Здравствуй, чёрный понедельник» | 2:17         |
| 13. | «Полный пиздец»                  | 0:47         |
| 14. | «В стену головой»                | 2:31         |
| 15. | «Психоделический камешек»        | 1:49         |

| №   | Название                              | Длительность |
| --- | ------------------------------------- | ------------ |
| 16. | «Игра в бисер»                        | 2:23         |
| 17. | «На наших глазах»                     | 2:09         |
| 18. | «Чужеродным элементом (Частицей лжи)» | 2:58         |
| 19. | «Я иллюзорен»                         | 3:27         |
| 20. | «Детский мир»                         | 1:56         |
| 21. | «Зоопарк»                             | 2:46         |
| 22. | «Так далеко»                          | 1:50         |
| 23. | «БГ»                                  | 2:16         |
| 24. | «Среди заражённого логикой мира»      | 2:29         |
| 25. | «Скоро настанет совсем»               | 3:01         |
| 26. | «Ненавижу красный цвет»               | 2:07         |
| 27. | «Мама, мама...»                       | 2:41         |
| 28. | «Убийца травы»                        | 1:07         |

## Информация с буклета
- Егор Летов — голос, гитары, бас, ударные.
- Евгений Филатов — бонги, губная гармонь, (композиции 16—28).

Записано в середине июня 1987 года в ГрОб-студии, кроме 16—28 — 1 июня 1986 года в лаборатории ОмГУ. 

Пересведение и реставрация — 4—5 декабря 2005 года в ГрОб-студии, Егор Летов и Наталья Чумакова. 

Оформление: Егор Летов. 

Фото: А. Кудрявцев, архив ГрОб Records.